# En Rejse til Grønland
|  | Denne artikel er oprettet af botten Steenthbot ud fra en ekstern database. Den kan derfor have sproglige fejl eller mangler. Denne skabelon kan fjernes efter kontrol af indholdet. |

En Rejse til Grønland er en dansk dokumentarisk optagelse fra 1921.

## Handling
I 1921 fejrede man 200 året for Hans Egedes ankomst til Grønland, og som et led i festlighederne indgik det første kongebesøg i det høje nord: Kong Christian X's Grønlandsfærd med kongeskibet "Island", hvor han var ledsaget af dronning Alexandrine, kronprins Frederik og prins Knud. Gennem Davisstrædet i orkan, sejladsen op langs Grønlands østkyst og ankomsten til Godthaab. Her ser vi polarforskeren Brønlunds mindesmærke foran Vor Frelser Kirke samt jordhytter og sommertelte og de familier, som bor i dem. Optagelser fra et grønlandsk 'asfaltbal' - kongen overværer dansen.

## Medvirkende
- Kong Christian X